# Боос, Эрнст Гербертович
Эрнст Гербертович Боос (17 августа 1931, Кир-Ички, Крымская АССР — 11 февраля 2017, Алма-Ата) — советский казахстанский физик, доктор физико-математических наук (1976), профессор (1978), академик НАН Казахстана.

## Биография
Эрнст Гербертович Боос родился 17 августа 1931 года в деревне Кир-Ички Сейтлерского района Крымской АССР. Мама новорожденного Ольга умерла в день его
рождения. Воспитанием ребёнка занималась тётя, педагог по образованию, Элла Леонгардовна. В 1937 году трёх братьев отца репресировали и семья переехала к отцу в Москву. В августе 1941 года десятилетнего Эрнста вместе с тётей депортировали в аул Боз-Гуль Казалинского района Кзыл-Ординской области Казахской ССР. В 1949 году закончил среднюю школу в Казалинске и поступил на заочное отделение Казахского педагогического института, но впоследствии смог перевестись на физико-математический факультет КазГУ. 
В 1954 году окончил Казахский государственный университет имени С. М. Кирова. В 1954—1955 годах — учитель школы № 13 г. Алма-Ата, в 1955—1962 годах — научный сотрудник, в 1962—1970 годах — руководитель лаборатории высоких энергии Института ядерной физики АН Казахстана.
С 1970 по 1990 год — руководитель лаборатории элементарных частиц Института физики высоких энергий. В 1990—1999 годах — директор Института физики высоких энергий АН РК. В 1999—2003 годах — заведующий отделом физики высоких энергий Физико-технического института Министерства образования и науки Казахстана, заведующий отделом физики высоких энергий Физико-технического института АО «Центр наук о Земле, металлургии и обогащения».
С 2003 годах — заведующий лабораторией физики высоких энергий Физико-технического института Холдинга Парасат Министерства образования и науки Республики Казахстан.
Доктор физико-математических наук (1976), профессор (1978), академик НАН Республики Казахстан (2003). Член бюро Отделения физико-математических наук АН Казахстана. Возглавлял секцию по нетрадиционным источникам энергии (2003). Руководил созданием и внедрением первой системы спутниковой связи КазРЕНА (1998).

## Семья
Сын — Эдуард Эрнстович Боос (род. 1958) — советский и российский физик, член-корреспондент РАН.

## Сочинения
- Неупругие взаимодействия нуклонов при высоких энергиях. А.-А., 1974 (соавтор).
- Автоматизация измерений ионизационных потерь частиц в пузырьковой камере, А.-А., 1979 (соавтор).
- Решение физических задач каскадно-вероятностным методом. А.-А., 1988 (соавтор).